# Cryptopalpus diversus
Cryptopalpus diversus là một loài ruồi trong họ Tachinidae.